# Милановский, Евгений Евгеньевич
Евгений Евгеньевич Милановский (31 июля 1923 — 11 февраля 2012) — советский и российский геолог, академик РАН (1992), заслуженный профессор МГУ (1996) и заслуженный деятель науки Российской Федерации (2003).

## Биография
Родился 1 августа 1923 года в Москве (встречается информация, что он родился на даче в деревне Глазынино Московской губернии; и дата рождения — 31 июля), в семье геолога Е. В. Милановского и школьной учительницы
В 1941 году окончил среднюю школу № 110.
30 июня 1941 года был направлен на работы по созданию противотанковых рвов на границе Брянской и Смоленской областей. В конце августа 1941 года он вернулся в Москву и поступил на геолого-почвенный факультет МГУ. С октября 1941 по февраль 1942 года состоял пожарным бойцом в составе военизированного отряда противовоздушной обороны МГУ.
В 1942 году прервал учёбу в МГУ и был призван на военную службу. В связи с сильной близорукостью он был назначен на должность чертёжника-картографа, в марте 1943 года ему было присвоено звание сержанта. Служил в оперативном отделе штаба 7-го механизированного корпуса, а затем 6-го гвардейского механизированного корпуса. Участвовал в освобождении Праги
В октябре 1945 года, после демобилизации, продолжил обучение в МГУ, был сталинский стипендиат.
В 1947—1948 годах участвовал в научных исследованиях на Южном Урале под руководством Н. П. Хераскова.
В 1949 году он с отличием окончил геологический факультет МГУ.
В 1949—1952 годах — аспирант на Геологическом факультете МГУ. Изучал геологию и неотектонику Малого и Большого Кавказа, Предкавказья и Закавказья.
С 1952 года — ассистент, доцент и профессор Геологического факультета МГУ.
В 1953 году присуждена степень кандидата геолого-минералогических наук, а в 1965 году — доктора геолого-минералогических наук.
В 1962—1964 годах изучал Карпаты и Динариды.
В 1967—1976 года участвовал в научных экспедициях АН СССР в рифтовых зонах Восточной Африки, в Боливии и Исландии, а в последующие годы проводил исследования в различных регионах Европейской России, Урала, Средней Азии, Казахстана, Сибири и Дальнего Востока, Западной Европы, Средиземноморья, Южной и Восточной Азии, Австралии и Северной Америки.
С 1972 года занимал должность заведующего кафедрой исторической и региональной геологии геологического факультета МГУ, а позже — заведующего кафедрой геологии России геологического факультета МГУ.

Надгробие, Новодевичье кладбище

Умер 11 февраля 2012 года. Похоронен в Москве на Новодевичьем кладбище.

## Семья
Отец — Милановский, Евгений Владимирович (1892—1940), геолог, профессор МГРИ. Мать — Алла Николаевна (1889—1978).
- Брат — Милановский, Юрий Евгеньевич (1919—1989)- ихтиолог, научный сотрудник МГУ

Жена — Зинаида Васильевна (в дев. Тимофеева) (род. 1923), сыновья:
- Милановский, Александр Евгеньевич (1950—2004), геолог, исследователь метеоритов[13]. Похоронен в могиле деда на Новодевичьем кладбище участок 2
- Милановский, Владимир Евгеньевич (1950—1992) — океанограф. также похоронен в могиле деда на участке № 2 ряд 26

## Научная и педагогическая деятельность
Научные интересы Е. Е. Милановского лежали в области региональной геологии, тектоники, неотектоники, теории рифтообразования и вулканологии.
В результате многолетних геологических исследований, проведённых в различных регионах мира, Е. Е. Милановский обобщил материалы по неотектонике и орогенному вулканизму Кавказа, Средиземноморского складчатого пояса и Анд.
Им была разработана методика неотектонического анализа горных стран, всесторонне исследована неотектоника Кавказа, а также составлена первая детальная неотектоническая карта этого региона. Вместе с В. Е. Хаиным он обосновал выделение Главного Транскавказского поперечного поднятия.
Развил систему представлений о стадийности орогенеза, типах орогенных структур, о характере орогенного вулканизма, его связях с неотектоническими деформациями и мантийными диапирами. Ввёл представление о шовных зонах (на примерах Тырныауз-Пшекишской и Кахетино-Лечхумской зон Кавказа), а также о краевых массивах (на примере Лабино-Малкинской зоны).
Важное место в исследованиях Е. Е. Милановского занимала проблема рифтогенеза. Им было разработано учение о континентальном рифтогенезе и его эволюции в истории Земли, предложена получившая широкое признание типизация рифтовых зон и систем. Ему удалось установить периодичность в проявлениях рифтообразования в ходе геологической истории. Выявленое чередование фаз усиления растяжения с фазами усиления деформаций сжатия в глобальном масштабе Е. Е. Милановский трактовал в своих работах как результат предполагаемых пульсаций Земли на фоне её умеренного, неравномерного расширения.
Предложил концепцию авлакогеосинклинальных зон и метаплатформ — областей, промежуточных по положению и строению между древними платформами и подвижными поясами. На основе этой концепции он разработал новую схему тектонического районирования Северной Евразии.
Е. Е. Милановский читал на геологическом факультете МГУ курсы лекций «Структурная геология и геокартирование», «Геология СССР», «Историческая геология», «Четвертичная геология», «Геология России и близлежащих стран (Геология Евразии)» и «Геология океанов и морей». Кроме того, он руководил учебной практикой в Крыму.
Подготовил более 10 докторов и более 30 кандидатов наук.
- Заведующий кафедрой исторической и региональной геологии геологического факультета МГУ (с 1972 г.)[2][5], заведующий кафедрой геологии России геологического факультета МГУ[10]
- Председатель специализированного совета по защитам докторских диссертаций по геологии и тектонике при геологическом факультете МГУ (с 1982 года)[2]
- Член Ученого совета геологического факультета МГУ[2]
- Научный руководитель Кавказской и Казахстанской экспедиций геологического факультета МГУ (1987—1988)[2][5]
- Председатель геологической секции Московского общества испытателей природы (c 1982 года), вице-президент Московского общества испытателей природы (с 1990 года)[2][5]
- Председатель геологической секции Научного совета Минвуза СССР (1973—1983)[2]
- Член бюро Национального комитета геологов России[2][5]
- Член бюро Российского тектонического комитета[5]
- Член редакционного совета издательства «Недра»[5]
- Член редколлегий журналов «Геотектоника», «Вестник Московского университета. Серия 4. Геология», «Бюллетень Московского общества испытателей природы. Геологический отдел», «Известия Секции наук о Земле РАЕН», «Геологические Анналы Балканского полуострова»[2][5]
- Председатель правления Клуба учёных МГУ[2]

## Членство в организациях
- 1974 — КПСС[6].
- 1976 — член-корреспондент АН СССР, академик РАН (1992)[5]
- 1980 — Международная комиссия по истории геологических наук (INHIGEO)
- 1983 — Геологическое общество Сербии, иностранный член[2][5]
- 1991 — Российская академия естественных наук[2]
- 1994 — Международная академия наук высшей школы, почётный член[2][5]
- 1994 — Нью-Йоркская академия наук[2][5]

## Награды, звания и премии
- 1945 — Орден Отечественной войны 2-й степени
- 1945 — Орден Красной Звезды
- 1983 — Орден Трудового Красного Знамени
- 1985 — Орден Отечественной войны 1-й степени
- 1999 — Орден Почёта
- 2001 — Золотая медаль имени А. П. Карпинского РАН[2][5].

Почётные звания
- 1983 — Почётный разведчик недр СССР
- 1996 — Заслуженный профессор МГУ[2]
- 1997 — Почётный Соросовский профессор[14]
- 2003 — Заслуженный деятель науки Российской Федерации[15]

Грамоты и дипломы
- 1980 — Почётная грамота Президиума Верховного Совета РСФСР[2]
- 1981 — Почётный диплом Географического общества СССР[2][5]

Премии
- 1946 — Сталинский стипендиат в МГУ.
- 1970 — Премия Московского общества испытателей природы
- 1985 — Премия им. А. П. Карпинского АН СССР
- 1988 — Премия им. М. В. Ломоносова II степени
- 1992 — Премия им. М. В. Ломоносова за педагогическую деятельность[2][5]